# Wakizashi
Das Wakizashi (jap. 脇差, dt. „an der Seite getragen“) wird auch als Shōtō (小刀, dt. „kleines Schwert“) bezeichnet und ist ein japanisches Schwert ähnlich dem Katana, aber mit einer kürzeren Klinge von ein bis maximal zwei Shaku, also zwischen 30 und 60 cm. 
Das Wakizashi war im japanischen Feudalsystem eine standesbezogene Waffe. Feudale Ehrenleute, Samurai, gesellschaftlich angesehene Bauern und Händler durften es führen. Das Langschwert (das Katana oder das längere Tachi) durfte nur die Samurai-Klasse führen. Außerhalb des Hauses wurden beide Schwerter zusammen getragen. Dieses Schwertpaar wird als Daishō (大小, groß und klein) bezeichnet. 
Nach dem Ehrenkodex der Samurai (Bushidō) wurde das Wakizashi zur rituellen Selbsttötung (Seppuku) benutzt oder um einem getöteten Feind den Kopf abzutrennen. Es konnte auch als Ersatzschwert verwendet werden, falls die Hauptwaffe im Kampf brach. Innerhalb von Gebäuden wurde das Langschwert meist abgelegt und nur das Wakizashi im Gürtel (Obi) behalten. Beim Kampf auf engem Raum, beispielsweise in kleineren Zimmern oder engen Fluren, war das Wakizashi die Waffe der Wahl, da das Langschwert zu viel Freiraum benötigt hätte. Überliefert ist, dass es manchmal gleichzeitig mit dem Katana im Gefecht benutzt wurde, also ein Schwert in jeder Hand. Diese Technik wurde berühmt durch Miyamoto Musashi. Ihm wird das Niten Ichiryū zugeschrieben. 